# Hazarajat

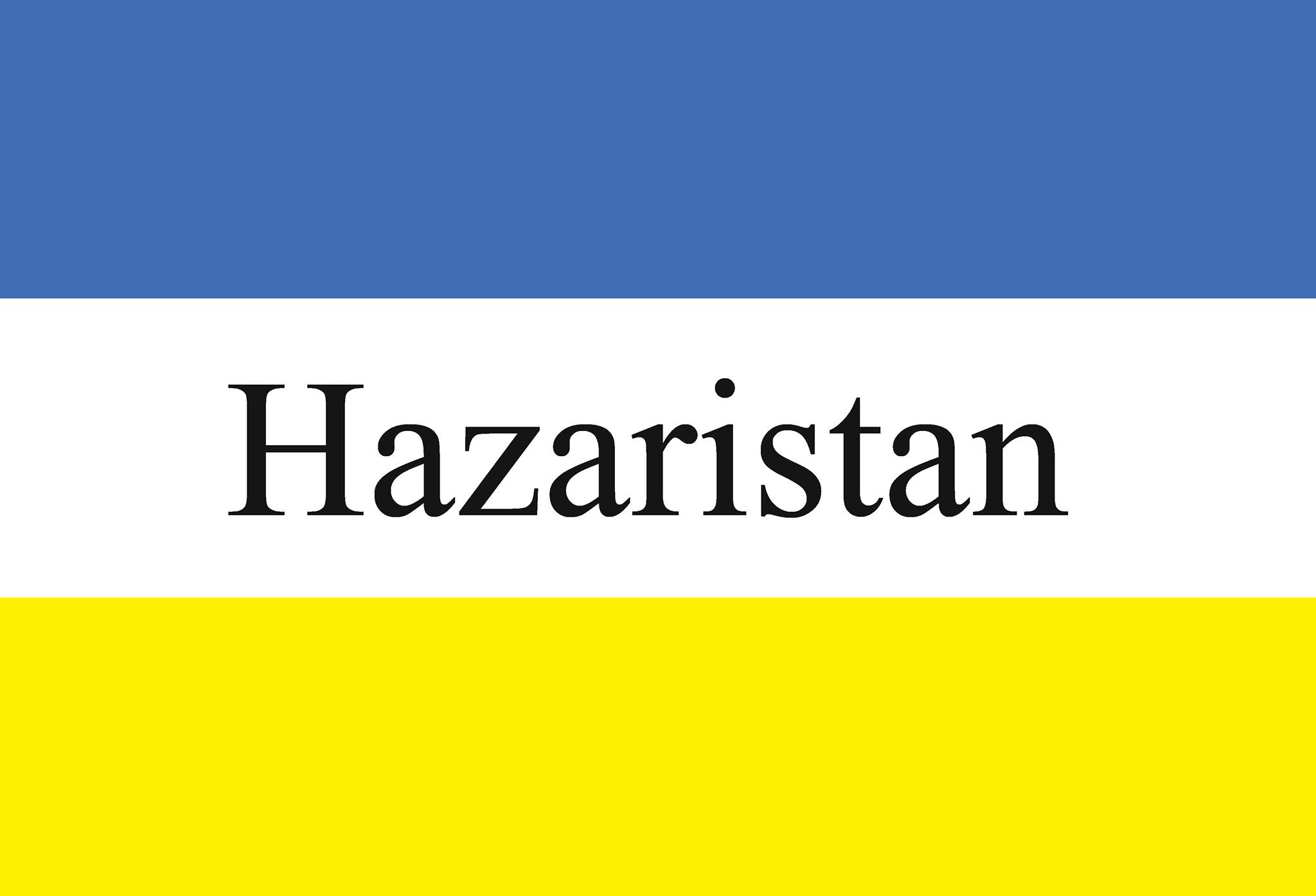
Bandera de Hazaristán

Hazarajat o Hazaristán es una región del centro de Afganistán habitada por el pueblo hazara. La capital es Bamiyán. Los famosos Budas de Bāmiyān, destruidos por los talibanes en 2001, se localizaban en esta región.

## Historia
Durante el siglo XIX fue independiente y estaba gobernada por jefes locales con sus propios ejércitos. Los jefes principales fueron Mir Yazdan Bakhsh de Behsud, Mir Sadik Beg de Sarjangala, y los jefes locales de Jaghori, Sangi Takht y Miran. Durante este siglo, la región comenzó a pagar tributos al emir de Afganistán a cambio del libre comercio.
En 1880 se instaló en el trono afgano Abd al-Rahman, quien decidió someter la región, invadiéndola. Después de dos años de resistencia y de masacres que afectaron aproximadamente a la mitad de la población hazara, Hazarayat fue dominada por Afganistán en 1893. Los hazaras se convirtieron en mano de obra esclava (miles de hazaras fueron vendidos como esclavos) y muchos se exiliaron del país. La esclavitud no fue abolida hasta 1923.
Después de la retirada soviética del 15 de febrero de 1989 y el establecimiento de la política de reconciliación nacional de Najibullah, los partidos islámicos crearon un gobierno interino de Afganistán (AIG) pero los hazara fueron excluidos del mismo. 
Los grupos radicales islámicos tomaron Kabul en 1992. El nuevo presidente Rabbani ordenó la eliminación de los principales núcleos hazara el 7 de junio de 1992. 
El líder hazara Muhammed Karim Kalilí inició una ofensiva que en pocos meses expulsó de Hazarayat a las fuerzas gubernamentales del presidente Rabbani (verano de 1995). Rabbani se instaló al norte, en el territorio poblado por el pueblo tayiko.
Posteriormente, ni el gobierno de los talibanes ni el posterior de Hamid Karzai han podido tomar de nuevo la región para Afganistán, pese a que oficialmente forme parte del país.